# 多賀哲四郎
多賀 哲四郎（たが てつしろう、1893年（明治26年）4月1日 - 1955年（昭和30年）12月27日）は、大日本帝国陸軍軍人。最終階級は陸軍少将。

## 経歴
1893年（明治26年）に広島県で生まれた。陸軍士官学校第27期、陸軍大学校第39期卒業。1938年（昭和13年）7月15日に陸軍歩兵大佐進級と同時に第14師団司令部附（第1軍）となり、日中戦争に出動。1940年（昭和15年）2月に第14師団参謀長（関東軍・第6軍）に就任した。
1942年（昭和17年）8月1日に陸軍少将に進級し、8月10日に第23歩兵団長（関東軍・第6軍・第23師団）に就任し、海拉爾に駐屯した。1943年（昭和18年）12月に独立混成第7旅団長（第12軍）に就任し、京漢作戦に出動。1944年（昭和19年）4月17日に中牟から黄河を渡河し、4月21日に新鄭を、5月1日に許昌を占領した。第37師団から歩兵大隊・山砲兵中隊各1個の移譲を受け、単独で5月4日に襄城を、5月7日に魯山を占領した。この作戦を徒歩移動のみで成し遂げたことから多賀旅団長の功績も評価された。同年7月14日に独立混成第59旅団長（第10方面軍・第32軍）に転じ、宮古島の防衛に任じた。
1947年（昭和22年）11月28日、公職追放仮指定を受けた。